# Exponentiële som
In de wiskunde is een exponentiële som een eindige fourierreeks, dat wil zeggen een trigonometrische veelterm, of elke andere eindige som gevormd met behulp van de exponentiële functie, gewoonlijk uitgedrukt door middel van de functie
{\displaystyle e(x)=\exp(2\pi ix)}
Een typische exponentiële som kan de vorm aannemen
{\displaystyle \sum e(x_{n})}
gesommeerd over een eindige rij van reële getallen {\displaystyle x_{n}}.

## Geschiedenis
Als de som van de volgende vorm is
{\displaystyle S(x)=e^{iaf(x)}}
waarbij ƒ een gladde functie is, kan men de formule van Euler-Maclaurin gebruiken om de reeks om te zetten in een integraal, plus enkele correcties waarbij afgeleiden van S(x) betrokken zijn. Voor grote waarden van a kan men dan de "stationaire fase"-methode gebruiken om de integraal te berekenen en een benaderende evaluatie van de som te geven. Belangrijke ontwikkelingen op dit gebied waren methode Van der Corput (ca. 1920), gerelateerd aan het principe van stationaire fase, en de latere methode van Vinogradov (ca. 1930).
De grote zeefmethode (c.1960), het werk van veel onderzoekers, is een relatief transparant algemeen principe; maar geen enkele methode is algemeen toepasbaar.